# 卵鳞耳蕨
卵鳞耳蕨（学名：Polystichum ovatopaleaceum）为鳞毛蕨科耳蕨属下的一个种。

## 扩展阅读
- 維基物種上的相關：卵鳞耳蕨